# Каратума (Жетысуская область)
Каратума (каз. Қаратұма, до 199? г. — Майское) — село в Алакольском районе Жетысуской области Казахстана. Входит в состав Бескольского сельского округа. Код КАТО — 193439400.

## Население
В 1999 году население села составляло 278 человек (143 мужчины и 135 женщин). По данным переписи 2009 года, в селе проживало 100 человек (46 мужчин и 54 женщины).